# Nil Bernardes
Evanil "Nil" Bernardes da Silva (São Paulo, 1 de março de 1955) é um cantor, músico, produtor, compositor e jornalista brasileiro.
Já compôs mais de 800 músicas em toda a sua carreira. Artistas como Magazine, Polegar, Sérgio Reis e Tonico & Tinoco gravaram as suas canções.
Nil também é conhecido por ser o intérprete da abertura da telenovela O Rei do Gado, além de adaptar e interpretar diversas canções de animes, como as aberturas de El-Hazard, Digimon Frontier e várias aberturas do anime Pokémon.
Também fez a voz musical de Stevie Nicholson na 16ª temporada de Hi-5 e fez voz musical de Léo, Skye e Rudy do seriado infantil americano Quebra-Cabeça da TV Cultura, dublado na BKS, como diretor musical.
Nil foi compositor dos discos do Fofão, com Orival Pessini e Terry Winter.

## Discografia

### Álbuns
- 1983 - Por você fiquei pirado / A menina do banco
- 1993 - Raio de Sol
- 2015 - Cantautor (lançado para download digital)[5]

### Trilhas sonoras
- 1999 - Pokémon - Para Ser um Mestre
- 2001 - Totalmente Pokémon - A Música do seu Desenho Predileto!

### Músicas
- Chão vermelho
- Convite de casamento
- Doce mistério (com Luiz Schiavon / Marcelo Barbosa)
- Filho pródigo
- Gosto gostoso de gostar
- Mãe de leite (com Chico Valente)
- Marido e mulher
- Meu velho amigo (com Chico Valente)
- Nossa loucura
- Nosso bolero
- Plenitude
- Sinfonia sertaneja (com Chico Valente)
- Sonho de um caminhoneiro (com Chico Valente)
- Tributo a um caminhoneiro